# Jenny from the Block
Singles de Jennifer Lopez
Alive
(2002) All I Have
(2002)
Jenny from the Block est une chanson de la chanteuse américaine Jennifer Lopez, avec la collaboration des rappeurs américains Styles P et Jadakiss. La chanson est écrite par Lopez, Troy Oliver, Mr. Deyo, Samuel Barnes, et Jean-Claude Olivier et produite par Cory Rooney, Oliver, et Poke & Tone.sorti en octobre 2002 comme single principal du troisième album studio de Lopez This Is Me... Then (2002).

## Classements et certifications

### Classements par pays
| Classement (2002/2003)                           | Meilleure position |
| ------------------------------------------------ | ------------------ |
| Allemagne (Media Control AG)                     | 7                  |
| Australie (ARIA)                                 | 5                  |
| Autriche (Ö3 Austria Top 40)                     | 7                  |
| Belgique (Flandre Ultratop 50 Singles)           | 7                  |
| Belgique (Wallonie Ultratop 50 Singles)          | 6                  |
| Canada (Canadian Singles Chart)[réf. nécessaire] | 1                  |
| Danemark (Tracklisten)                           | 3                  |
| Espagne (Promusicae)                             | 2                  |
| Europe (European Hot 100 Singles)                | 4                  |
| Finlande (Suomen virallinen lista)               | 18                 |
| France (SNEP)                                    | 5                  |
| Hongrie (Single Top 40)                          | 4                  |
| Irlande (IRMA)                                   | 12                 |
| Italie (FIMI)                                    | 4                  |
| Norvège (VG-lista)                               | 5                  |
| Nouvelle-Zélande (RMNZ)                          | 6                  |
| Pays-Bas (Nederlandse Top 40)                    | 3                  |
| Pays-Bas (Single Top 100)                        | 4                  |
| Royaume-Uni (UK Singles Chart)                   | 3                  |
| Suède (Sverigetopplistan)                        | 7                  |
| Suisse (Schweizer Hitparade)                     | 4                  |
| États-Unis (Hot 100)                             | 3                  |
| États-Unis (Pop Airplay)                         | 2                  |
| États-Unis (R&B/Hip-Hop Songs)                   | 22                 |

### Classement de fin d'année
| Pays (2002) | Position |
| ----------- | -------- |
| Allemagne   | 79       |
| France      | 67       |
| Pays-Bas    | 92       |
| Suisse      | 72       |
| Pays (2003) | Position |
| Allemagne   | 64       |
| Australie   | 32       |
| Autriche    | 60       |
| France      | 69       |
| Pays-Bas    | 88       |
| Suisse      | 82       |
| États-Unis  | 55       |

### Certifications
| Pays             | Certification |
| ---------------- | ------------- |
| Australie        | Platine       |
| Belgique         | Or            |
| France           | Or            |
| Norvège          | Platine       |
| Nouvelle-Zélande | Or            |
| Suisse           | Or            |

## Vidéo musicale
Le clip vidéo qui accompagne la chanson a été réalisé par Francis Lawrence. Son thème tourne autour de l'invasion des médias dans la vie de Lopez, en particulier dans sa relation avec son petit-ami de l'époque, Ben Affleck. La vidéo a été entièrement tournée à Los Angeles du 18 au 20 octobre 2002. Elle a été diffusée pour la première fois sur « TRL » de MTV le 5 novembre 2002 et sur « 106 & Park » de BET le 9 décembre 2002.[réf. nécessaire]
La vidéo commence par des images de caméra de surveillance de Lopez et Affleck dans leur appartement. Lopez est ensuite montrée en train de danser dans l'appartement au son de la musique de son lecteur MP3, filmée par les paparazzis. On la voit également interpréter la chanson (vêtue de tenues différentes) sous les lumières vives des rues de New York avec Jadakiss et Styles P. Des scènes séparées montrent Lopez sur un yacht, prenant un bain de soleil seins nus avec ses amis et nageant dans l'océan avec Affleck. Des images du couple déjeunant dans un restaurant et s'arrêtant à une station-service sont également filmées par les paparazzis. Lopez visite plus tard une bijouterie et chante Loving You dans un studio d'enregistrement. Enfin, le couple est montré en train de passer du temps ensemble au bord d'une piscine.
En parlant de la vidéo, Melissa Ng de The Spectator a écrit : « Avant que les célébrités ne deviennent des stars, elles rêvent de devenir célèbres, d'avoir de la fortune et d'être sous les projecteurs [sic]. Jennifer Lopez a sorti une vidéo pour son single, Jenny From the Block. La vidéo parle essentiellement de son incapacité à trouver de l'intimité avec son fiancé Ben Affleck. On associe beaucoup de glamour à la célébrité et à la fortune ; cependant, ce glamour s'accompagne d'une perte de vie privée. » Justine Ashley Costanza de International Business Le Times a écrit en 2012 : « À l'époque où Lopez était fiancée à l'acteur sain, elle a décidé qu'il serait préférable de faire une vidéo sur la difficulté de leur vie. La pauvre J-Lo ne pouvait pas se prélasser sur son yacht, être adorée dans un jacuzzi ou porter sa bague de fiançailles d'un million de dollars sans que quelqu'un la prenne en photo. Ce n'est pas facile d'être des superstars trop riches. La prémisse de la vidéo montre Lopez faisant face aux dangers de la célébrité de la seule manière qu'elle connaisse... en retirant la plupart de ce qu'elle porte.